# Planchonella suboppositifolia
Planchonella suboppositifolia är en tvåhjärtbladig växtart som beskrevs av Herman Johannes Lam. Planchonella suboppositifolia ingår i släktet Planchonella och familjen Sapotaceae.
Artens utbredningsområde är Papua Nya Guinea. Inga underarter finns listade i Catalogue of Life.